# Satraparchis phaedropa
Satraparchis phaedropa là một loài bướm đêm trong họ Geometridae.